# Ширинянц, Александр Андреевич
Алекса́ндр Андре́евич Шириня́нц (род. 27 мая 1961 года, Сырдарья) — российский политолог, профессор факультета политологии МГУ, специалист по истории социально-политической мысли России XIX — начала XX веков. Доктор политических наук, кандидат философских наук. Заведующий кафедрой истории социально-политических учений факультета политологии МГУ, заслуженный профессор МГУ (2014). Член Союза писателей России.

## Биография
Родился в семье учителя и врача. В 1978 году с золотой медалью окончил среднюю школу и поступил на философский факультет МГУ. Специализировался на кафедре истории социалистических учений под руководством профессоров Н. С. Федоркина и Н. И. Бочкарева. С отличием завершив обучение, поступил в аспирантуру МГУ. С 1981 года работает на кафедре истории социально-политических учений сначала философского факультета МГУ, затем факультета политологии МГУ: лаборантом, научным сотрудником, старшим преподавателем, доцентом, профессором, и. о. заведующего кафедрой, заведующим кафедры (с 2010 года).
В 1987 году защитил кандидатскую диссертацию, посвящённую творчеству идеологов русского народничества, «Концепция становления личности революционера в идеологии русского народничества (историко-критический анализ взглядов П. Л. Лаврова, М. А. Бакунина, П. Н. Ткачева)».
В 1994 году окончил факультет правоведения Гродненского государственного университета им. Янки Купалы, получив квалификацию юриста.
В 2002 году защитил докторскую диссертацию на тему «Политическая культура интеллигенции России XIX-начала XX века. Опыт концептуального анализа». В 2004 году получил звание профессора по кафедре истории социально-политических учений.

## Учебная деятельность
Читает курсы лекций по истории социально-политических учений России, истории русской конфликтологии, методологии и методике историко-политологического исследования, политической текстологии, методике подготовки выпускной квалификационной работы и др. 
Стал инициатором и одним из разработчиков образовательной программы «Политическая текстология», выступает активным участником процессов научной кооперации и интеграции учебно-методической деятельности политологов Московского университета и политологов Астраханского, Балтийского, Гродненского (Беларусь), Кокшетауского (Казахстан), Нижегородского, Саратовского, Санкт-Петербургского и других университетов. В 2023 году по программе «Приглашенный профессор» прочел курс лекций «Истоки и смысл русофобии» студентам Гродненского государственного университета имени Янки Купалы. С 2024 г. читает лекции студентам-политологам Российского университета дружбы народов имени Патриса Лумумбы.
Руководит научной работой студентов, аспирантов и соискателей. Подготовил 150 дипломированных специалистов, бакалавров и магистров политологии, 27 кандидатов и 2 докторов наук.

## Научная деятельность
Специалист в области истории социально-политической мысли России XIX — начала XX вв. и политической текстологии.
А. А. Ширинянц опубликовал более 480 книг и статей, посвящённых истории русской социально-политической мысли XIX — начала XX вв., исследованию политической культуры интеллигенции России, идеологии российского консерватизма, политической текстологии. Он одним из первых ввёл в современный контекст истории русской социально-политической мысли концептуальный анализ трудов отечественных учёных — М. П. Погодина, С. П. Шевырева, Н. И. Костомарова, М. О. Кояловича, В. И. Ламанского и др.
В историко-политологических работах А. А. Ширинянца содержится анализ теоретико-методологических проблем исследования политической культуры, роли и места интеллигенции в политическом процессе, характеристика консервативных и радикальных социально-политических концепций России XIX в. Делается вывод о прогрессивности консерватизма в сравнении с нигилистическим радикализмом. В рамках консерватизма, по мнению профессора, всегда имел место элемент «здорового реформизма».
Многие работы А. А. Ширинянца написаны языком «гуманитарной политологии» (А. С. Панарин), в основе которой лежит цивилизационная, социокультурная парадигма. Рассматривая интеллигенцию как самостоятельную социально-духовную общность, относительную целостность в триаде Народ-Интеллигенция-Власть, находящуюся «вне власти и вне народа», Ширинянц в своих работах акцентирует относительное единство классической русской интеллигенции, что позволяет ему классифицировать и анализировать различные направления русской общественной мысли на основе их социокультурной идентичности. Одним из таких направлений Ширинянц считает «хранительство», которое шире политического консерватизма, так как включает идею патриотизма, защиты традиционных ценностей и духовности, национального исторического опыта, культуры, языка, веры.
Один из авторов учебников и учебных пособий для студентов, таких как  «Русская политическая мысль: О государстве, о стране, о народе» (2024),  «Русофобия: история и методы противодействия» (2024), «Гражданин. Общество. Государство: Россия в XXI в.» (2014), «Социально-политическая и правовая мысль России XIX - начала XX века (Очерки истории и теории): В 2 ч.» (1997-1998), и др., автор большого числа статей в научных, литературных и общественно-политических журналах, а также в различных энциклопедических изданиях, посвященных русской общественной мысли, в том числе в энциклопедиях «Русская философия», «Общественная мысль России XVIII – начала XX века», «Русский консерватизм середины XVIII – начала XX века» «Революционная мысль в России XIX – начала XX века», «Философы России ХІХ – ХХ столетий», «История русской социально-политической мысли в XXI веке: исследователи и исследования: энциклопедия», и др. Серия работ А. А. Ширинянца посвящена критическому анализу истоков и смысла русофобии.
Ряд исследовательских проектов, в которых принял участие А. А. Ширинянц, в 2013–2024 годах был поддержан грантами Российского гуманитарного научного фонда, Российского фонда фундаментальных исследований, Экспертного института социальных исследований, Российского научного фонда, и др.
А. А. Ширинянц входит в состав диссертационных советов по политическим наукам при Московском государственном университете имени М.В. Ломоносова, Нижегородском государственном университете имени Н.И. Лобачевского, Российском университете дружбы народов имени Патриса Лумумбы.
В 2013–2022 годах являлся членом экспертного совета Высшей аттестационной комиссии при Министерстве образования и науки Российской Федерации по политологии, в 2010-2017 годах — членом Президиума Совета по политологии Учебно-методического объединения по классическому университетскому образованию Российской Федерации, с 2021 года входит в состав Федерального учебно-методического объединения в сфере высшего образования по УГСН 41.00.00 Политические науки и регионоведение. Неоднократно приглашался в качестве эксперта управлениями Администрации Президента РФ и Российской академией наук.

## Редакционная деятельность
С 1995 года — руководитель редколлегии университетской серии «Русская социально-политическая мысль», в которой вышли книги об Иване Грозном, К. С. Аксакове, Н. М. Карамзине, П. А. Кропоткине, К. Н. Леонтьеве, П. И. Новгородцеве, Л. А. Тихомирове, и др.
С 2001 года — председатель редколлегии ежегодного сборника научных статей факультета политологии «SCHOLA».
С 2009 года — заместитель председателя редколлегии серии «Библиотека факультета политологии МГУ». Член редколлегии журнала «Вестник Московского университета» серия 12 «Политические науки», а также большого числа отечественных и зарубежных научных журналов.
В 2007–2009 гг. участвовал в создании «Библиотеки отечественной общественной мысли с древнейших времен до начала XX века», в рамках которой подготовил к изданию «Избранные труды» К. С. Аксакова и И. С. Аксакова, М. А. Бакунина, Н. М. Карамзина, П. А. Кропоткина, М. П. Погодина, С. П. Шевырева. 
В 2014 г. с коллегами выпустил антологию «Русский вопрос в истории политики и мысли» (книга награждена премией «Наследие русской мысли» имени Н. А. Бердяева).
В 2014–2015 годах участвовал в подготовке серии документальных публикаций «Образы и тексты». Книга этой серии «Отечество в Великой войне 1941–1945 гг. Образы и тексты» стала победителем Всероссийского конкурса «Просвещение через книгу» за 2016 г. в номинации «Лучшая духовно-патриотическая книга».
В 2015–2019 гг. стал одним из редакторов и авторов-составителей 6 томов фундаментальной антологии русской консервативной мысли «Хранители России».
В 2019–2020 году участвовал в подготовке двухтомного издания «Государственный Совет Российской империи в годы Первой мировой войны (1914–1917)».
В 2018–2022 годах выступил главным редактором документальных сборников, созданных совместно с учеными Нижегородского университета («Черняев М.Г. Статьи, письма воспоминания», «Снежневский В.И. Избранные труды», «Прогулки по Арзамасу: из прошлого в настоящее»).

## Награды
- Почётный работник высшего профессионального образования Российской Федерации.
- Заслуженный профессор МГУ (2014).
- Заслуженный работник высшей школы Российской Федерации (2019)[4].
- Медаль ордена «За заслуги перед Отечеством» II степени (2024)[5].

## Основные научные труды
- Очерки истории социально-политической мысли России XIX века. Часть I. М.,1993
- Концепция формирования «нового человека»: взгляд из прошлого (Идеологи русского народничества о личности революционера). М.,1995.
- Русская социально-политическая мысль XIX века: К. Н. Леонтьев. М., 1995 (совместно с А. Г. Мячиным)
- Российская интеллигенция на рубеже веков: заметки о политической культуре. М., 1997 (совместно с С. А. Ширинянцем)
- У истоков российского консерватизма: Н. М. Карамзин. М., 1999 (совместно с Д. В. Ермашовым) (Серия «Русская социально-политическая мысль»)
- Вне власти и народа: Политическая культура интеллигенции России XIX — начала XX века. М., 2002
- Вокруг Тютчева (Полемические заметки). М., 2003 (совместно с А. В. Мыриковой)
- «Установитель русского просвещения» // Роман-журнал XXI век. Путеводитель русской литературы. М. 2004, № 9
- Русская социально-политическая мысль XIX — начала XX века: П. А. Кропоткин. М., 2004 (совместно с П. И. Талеровым)
- От Киевской Руси до Московского царства. М., 2005 (совместно с С. В. Перевезенцевым);
- Русская социально-политическая мысль X — начала XX века. Часть I. История политических учений России X—XVII вв.
- Из истории панславизма: М. П. Погодин // Роман-журнал XXI век. Путеводитель русской литературы. 2006. № 12
- Хранительство как основание консервативной политической культуры интеллигенции (опыт пореформенной России XIX в.) // Вестник Московского университета. Серия 12 Политические науки, 2006. № 2
- Трансфер и адаптация европейских идей в политической культуре интеллигенции России (от XVIII до начала XX века) // Веснік Гродзенскага дзярж. ун-та. Сер. 1. Гродно, 2007. № 3
- М. Н. Катков и М. П. Погодин о национально-политическом единстве и целостности России // Катковский вестник: Религиозно-философские чтения: К 190-летию со дня рождения М. Н. Каткова. М., 2008
- Русский хранитель: политический консерватизм М. П. Погодина. М., 2008 (Серия: Pro patria: историко-политологическая библиотека)
- Политология как история идей // Вестник Гродненского государственного университета имени Янки Купалы. Серия 1. История. Философия. Политология. Социология. 2009. № 2
- Понятие и концепт «политическая культура» // MOLDOSCOPIE (Probleme de analiză politică). nr.3 (L). Chişinău, 2010
- Русофобският мит на «панславизма» // Политически изследования. Българска ассоциация за политически науки. София. Брой 1-2. 2010 (на болг. яз.) (совместно с А. В. Мыриковой)
- Введение к исследованию истории и идеологии панславизма XIX века. М., 2010 (на хорват. и рус. языках) (совместно с А. В. Мыриковой)
- Миф и утопия демократии // Государственное управление и государственная служба. Астана. 2011. № 4
- Русская социально-политическая мысль XIX века: К. С. Аксаков М., 2011 (совместно с А. В. Мыриковой)
- Кропоткин П. А. Избранные труды. М., 2010 (совместно с П. И. Талеровым) (серия Библиотека отечественной общественной мысли с древнейших времен до начала XX века)
- Бакунин М. А. Избранные труды. М., 2010 (совместно с П. И. Талеровым) (серия Библиотека отечественной общественной мысли с древнейших времен до начала XX века)
- Аксаков К. С., Аксаков И. С. Избранные труды М., 2010 (совместно с А. В. Мыриковой и Е. Б. Фурсовой) (серия Библиотека отечественной общественной мысли с древнейших времен до начала XX века)
- Шевырев С. П. Избранные труды. М., 2010 (серия Библиотека отечественной общественной мысли с древнейших времен до начала XX века)
- Погодин М. П. Избранные труды, М., 2010 (совместно с К. В. Рясенцевым) (серия Библиотека отечественной общественной мысли с древнейших времен до начала XX века)
- Карамзин Н. М. Избранные труды. М., 2010 (совместно с Д. В. Ермашовым) (серия Библиотека отечественной общественной мысли с древнейших времен до начала XX века)
- Русская социально-политическая мысль. XI—XVII вв. Хрестоматия. М., 2011 (совместно с С. В. Перевезенцевым) (серия Библиотека факультета политологии)
- Русская социально-политическая мысль. Первая половина XIX века. Хрестоматия. М., 2011 (совместно с И. Ю. Деминым) (серия Библиотека факультета политологии)
- Нигилизм или консерватизм? (Русская интеллигенция в истории политики и мысли). М., 2011 (серия Библиотека факультета политологии)
- Русская социально-политическая мысль. 1850—1860-е годы: Хрестоматия (совместно с И. Ю. Деминым) (серия Библиотека факультета политологии). М.,2012
- Русское общество и политика в XIX веке: русский революционный нигилизм // Вестник Московского университета. Серия 12. Политические науки. 2012, № 1
- Интеллигенция в политической истории XIX века // Вестник Московского университета. Серия 12. Политические науки. 2012, № 4
- «Русский вопрос»: французская русофобия в XIX веке (совместно с О. Е. Сорокопудовой) // Электронный журнал "Вестник московского государственного областного университета. 2014 № 2
- «Внутренняя» русофобия и «остзейский вопрос» в России XIX века // Вестник Российской нации, 2014. № 2
- Русский вопрос в истории политики и мысли. Антология. М., 2013
- Порыв к будущей России: А. И. Герцен, Н. Г. Чернышевский, Д. И. Писарев (библиографический очерк) // Русская философская мысль: на Руси, в России и за рубежом: Сборник научных статей, посвященный 70-летию кафедры русской философии. М., 2013
- Ценность свободы в политической концепции С. И. Гессена // Ценности в политике. Опыт Польши и России. Краков, 2013
- Герцен в контексте русского революционаризма // Александр Иванович Герцен и исторические судьбы России. Материалы Международной научной конференции к 200-летию А. И. Герцена (Институт философии РАН20-21 июня 2012 г.). М., 2013
- Политическая текстология как учебная дисциплина // Вестник Московского университета. Серия 12. Политические науки. 2014. № 4
- Консерватизм и политические партии в современной России // Тетради по консерватизму: Альманах. 2014, № 3
- Русская социально-политическая мысль XIX — начала XX века: М. А. Бакунин. М., 2014 (совместно с П. И. Талеровым) (серия «Русская социально-политическая мысль»)
- История русской социально-политической мысли в XXI веке: исследователи и исследования: коллективная монография. М., 2015
- «Консерватор», «консерватизм», «консервативный» в русской социально-политической мысли XIX века // Sensus Historiae. Vol. XX. Poznan, 2015
- Нигилизм. Nihilizm. Nihilism. // Идеи в России. Ideas in Pussia. Idee w Rosji: Leksykon rosyjsrj-polsko-angielski. Tom 9. Łódź, 2015
- Хранители России. Антология. Т. 2. В поисках нового… консерватизма. М., 2015 (совместно с С. В. Перевезенцевым и др.)
- Хранители России. Антология. Т. I. Истоки русской консервативной мысли. XI—XVII вв. М., 2015 (совместно с С. В. Перевезенцевым и др.)
- «Внутренняя» русофобия и «польский вопрос» в России XIX века // Проблемный анализ и государственно-управленческое проектирование. 2015. № 1 (39), том 8
- «Консерватор»: слово и смыслы в русской социально-политической мысли XIX века // Вестник Московского университета. Серия 12. Политические науки. 2015. № 6;
- Консерватизм в современном идеологическом и политическом пространстве России // Вестник Российской нации. 2015. № 4
- Хранители России. Антология. Т. 4. В поисках русского пути. 1800—1850 гг. М., 2016 (совместно с С. В. Перевезенцевым и др.)
- Хранители России. Антология. Т. 3. Рождение русского консерватизма. 1800—1850 гг. М., 2016 (совместно с С. В. Перевезенцевым и др.)
- Политическая текстология на кафедре истории социально-политических учений // Вестник Московского университета. Серия 12. Политические науки. 2016. № 4
- К вопросу о консервативной терминологии в истории российской социально-политической мысли // Вестник Поволжского института управления. 2016. № 6
- Ф. М. Бурлацкий и становление политической науки в СССР // Политическая наука, 2016, Специальный выпуск (совместно с Соболевым В. А.)
- Терроризм в исторической ретроспективе и современных условиях: коллективная монография. М., 2017
- Krótki szkic historii myśli społeczno-politycznej Rosji w latach 1850—1860 // Political Science, Politische Wissenchaft i Politologija. Antologia tekstów. Poznań. 2017
- Konserwatyzm w przestrzeni ideologicznej i politycznej współczesnej Rosji // Political Science, Politische Wissenchaft I Politologija. Antologia tekstów. Poznań. 2017
- Терроризм как политический и исторический феномен: современные проблемы интерпретации // Przegląd Strategiczny. Poznan. 2017.№ 10 (совместно с Гуторовым В. А.)
- Бакунин и феминизм // Политическая наука. 2017. Спецвыпуск. (совместно с Ж. И. Черненко);
- Сборник «Вехи» и новая миссия интеллигенции // Тетради по консерватизму: Альманах. 2017, № 4
- Терроризм как теоретическая и историческая проблема: некоторые аспекты интерпретации // Полис. Политические исследования. 2017. № 3 (совместно с В. А. Гуторовым)
- В поисках самобытности. Об истоках отечественного национал-консервативного дискурса // Тетради по консерватизму: Альманах. 2017. № 3 (совместно с С. В. Перевезенцевым)
- Русская социально-политическая мысль XIX — начала XX века: В. В. Розанов. М., 2018 (совместно с О. Е. Пучниной) (серия «Русская социально-политическая мысль»)
- Черняев М. Г. Статьи, письма, воспоминания. М., 2018 (совместно с Ю. А. Курдиным, А. Р. Пановым и др.) (серия «Наследие»)
- Теория революции П. Н. Ткачева и большевизм // Политическая экспертиза: ПОЛИТЭКС. 2018. Том 14, № 1 (совместно с Ю. В. Рудаковой)
- Марксизм на русской почве: социал-демократизм Г. В. Плеханова // Социально-гуманитарное обозрение. 2018, № 2
- «Просвещенная бюрократия» в эпоху крестьянской реформы 1861 г.: Я. И. Ростовцев, С. С. Ланской, М. Н. Муравьев // Русская политология — Russian political science . 2018. № 1
- Россия и Запад в социально-политической мысли В. Ф. Одоевского // Русская политология — Russian political science . 2018. № 1 (6) (совместно с О. С. Кононенко);
- Хранители России. Антология. Т. 6. Крестьянское дело. 1840-е — начало 1860-х гг. М., 2018 (совместно с С. В. Перевезенцевым и др.)
- Хранители России. Антология. Т. 5. Обретённая Россия. 1840-е — начало 1860-х гг. М., 2018 (совместно с С. В. Перевезенцевым и др.)
- В поисках смысла: идеи как фактор политики // Вестник Российской нации. 2018. № 1 (совместно с С. С. Царегородцевым)
- «Теоретик официальной народности»: М. П. Погодин и триединая формула С. С. Уварова // Тетради по консерватизму: Альманах. 2018. № 1
- Единство в многообразии, или разноликость профессора М. А. Маслина (В связи с выходом книги: Маслин М. А. Разноликость и единство русской философии. — СПб.: Издательство РХГА, 2017. — 526 с.) // Философские науки. 2018, № 2 (совместно с В. А. Гуторовым)
- Славянофилы в эпоху отмены крепостного права (биобиблиографический очерк) // Каспийский регион: политика, экономика, культура. 2018 № 3;
- О проблеме межцивилизационных отношений России и зарубежной Европы в начале XXI века // Балтийский регион. 2018. Т. 10, № 4 (совместно с В. А. Гуторовым, А. Ю. Шутовым)
- Терроризм и революция // Przegląd Strategiczny. Poznan. 2018. № 11 (совместно с В. А. Гуторовым)
- О крестьянской свободе, дворянстве и провинциальной жизни: К.Д. Кавелин как представитель национальной формы либерализма // VIII Бартеневские чтения: материалы Всероссийской научной конференции с международном участием, посвященной 200-летию со дня рождения выдающихся деятелей России. Липецк. 2018
- Опыт профессора Дюлы Свака // Диалог со временем, М., 2019. № 69. (совместно с В. А. Болдиным)
- Идеология и политика в дискурсивном измерении: проблемы интерпретации // Веснік Гродзенскага дзяржаўнага ўніверсітэта імя Янкі Купалы. Серыя 1. Гісторыя і археалогія. Філасофія. Паліталогія. 2019. № 2 (совместно с Д. И. Гигаури и В. А. Гуторовым)
- Youtube-блогеры как лидеры общественного мнения молодежи: новые технологии формирования идентичности в виртуальном пространстве // Каспийский регион: политика, экономика, культура. 2019. № 3. (совместно с Д. И. Гигаури и В. А. Гуторовым)
- Первый политический меморандум Фрэнсиса Бэкона // ЭНОЖ История. 2019. Выпуск 3 (77) (совместно с С. С. Царегородцевым)
- «Враг отрицательности узкой»: о роли М. П. Погодина в истории русского самосознания // Отечественные записки. 2019. № 1 (725)
- «Патриотический труд» Ю.Ф.Самарина // Тетради по консерватизму. 2019. № 2
- Политическая текстология в Московском университете // Веснік Гродзенскага дзяржаўнага ўніверсітэта імя Янкі Купалы. Серыя 1. Гісторыя і археалогія. Філасофія. Паліталогія. 2019. № 1
- «Русь, куда ж несешься ты?» Мифы в культуре и политике // Środkowoeuropejskie Studia Polityczne. 2019. № 4
- Тоска versus надежда: размышления о времени // Sensus Historiae. 2019. № 4
- Первая русская революция в работах американских социалистов // Вестник Московского государственного областного университета (Электронный журнал). 2019. № 2 (совместно с С. А. Спартаком)
- Сотворчество Г. В. Свиридова и Е. В. Образцовой в контексте русской культуры // Вестник Русской христианской гуманитарной академии. 2019. № 4 (совместно с Е. С. Ширинянц)
- О некоторых особенностях теоретических дискуссий о коммунизме в XXI веке (размышления о книге Коммунизм. Антикоммунизм. Русофобия / Авт. кол.: П.П. Апрышко и др. М.: Мир философии, Алгоритм. 2019. 495 с.) // Вопросы философии, 2020. № 9 (совместно с В. А. Гуторовым)
- «Мы не дальше, мы выше»: К.М. Андерсон в науке и образовании // Диалог со временем. 2020. № 71
- Рождение идеи правового социализма: С.И. Гессен // Диалог со временем. 2020. № 71 (совместно с Б. В. Агаевым и В. А. Гуторовым)
- «История – коррекция памяти» // Журнал фронтирных исследований. 2020. Т. 5, № 4 (совместно с В. А. Болдиным)
- Государственный Совет Российской Империи в годы Первой мировой войны (1914–1917): в 2 томах. Том 1. М.: Издательство Московского университета, 2020 (совместно с А.Ю. Шутовым и др.)
- Государственный Совет Российской Империи в годы Первой мировой войны (1914–1917): в 2 томах. Том 2. М.: Издательство Московского университета, 2020 (совместно с А.Ю. Шутовым и др.)
- «Примирение начала свободы с началом власти и закона»: «хранительный либерализм» К. Д. Кавелина и Б. Н. Чичерина // Moldoscopie. Publicaţie periodică ştiinţifico-practică Tipul B. Anul 24 (2020), nr. 4 (91)
- «Прошлое», мифы и историческая память о войне // MOLDOSCOPIE. Publicaţie periodică ştiinţifico-practică Tipul B. Anul 24 (2020), nr. 2 (89)
- Либеральная традиция и современный антилиберализм // Веснік Гродзенскага дзяржаўнага ўніверсітэта імя Янкі Купалы. Серыя 1. Гісторыя і археалогія. Філасофія. Паліталогія, том 12, № 3 (совместно с В. А. Гуторовым)
- Вигский метанарратив как модус утверждения либеральной доктрины // SCHOLA-2020: Сборник научных статей факультета политологии Московского государственного университета имени М. В. Ломоносова М.: Издательство Московского университета, 2020
- Русская социально-политическая мысль: Ф. И. Тютчев. Учебное пособие (Под ред. А.А. Ширинянца; авт.-сост. А. В. Мырикова, подг. текстов А.В. Мырикова, статьи А.В. Мырикова, Б. А. Прокудин, А.А. Ширинянц) Факультет политологии МГУ имени М. В. Ломоносова, М.: Социально-политическая мысль. 2020
- Владимир Александрович Гуторов в жизни и науке // Гуторов В.А. Политика 2.0: между утопией и реальностью. М.: Издательство Московского университета. 2020 (Совместно А. Ю. Шутовым и др.)
- Quo vadis Eurazjo? W poszukiwaniu nowych dróg partnerstwa. Zbiorowa monografia / Redakcja naukowa Bartosz Hordecki, Anna Jach. Poznan: Wydawnictwo Naukowe WNPiD UAM. 2021 (2020)
- Очерки истории русского хранительства. Монография. Часть I. М.: Издательство Московского университета, 2021. 352 с. (Серия «Русская социально-политическая мысль», 25) (совместно с С. В. Перевезенцевым)
- Интерпретации коммунизма и посткоммунистических трансформаций в России: современные теоретические дискуссии // Вестник Российского университета дружбы народов. Серия: Политология. 2021. Т. 23. № 4 (совместно с В. А. Гуторовым)
- Идея университета как дискурсивный политический проект: опыт теоретической интерпретации // ЭНОЖ История. 2021. Tом 12. Выпуск 4 (102) (совместно с В. А. Гуторовым)
- О новом историческом прочтении либеральной традиции // Диалог со временем. 2021. № 74 (совместно с В. А. Гуторовым)
- Страницы современной истории университетской политической науки: научная школа профессора В. А. Гуторова // Политическая экспертиза: ПОЛИТЭКС. 2021. Т.17, № 1 (совместно с С. Г. Еремеевым и др.)
- «Значимый другой»: размышления над книгой «“Культура духа” vs “Культура разума”: интеллектуалы и власть в Британии и России в XVII–XVIII веках: коллективная монография / под общ. ред.  Л. П. Репиной. М.: Аквилон, 2022 (совместно с В. А. Болдиным и др.)
- Свобода личности против «свободного государства»: иллюзорная дилемма или реальность? // Диалог со временем. Альманах интеллектуальной истории. 2022, Вып. 79. С. 374–380 (совместно с В. А. Гуторовым)
- Уроки либеральной катастрофы 1917 года: Государственный Совет Российской империи в годы Первой мировой войны // Вестник Московского университета. Серия 12. Политические науки. 2022, №1
- Поездка М.Г. Черняева по Европе после сербско-турецкой войны (конец 1876 - начало 1877 г.) / Ю. А. Курдин, А. Р. Панов, А. А. Ширинянц // Российская история. 2022. № 5 (совместно с Ю. А. Кудриным и др.)
- Государство как личность: традиция и основные тенденции теоретической интерпретации // Электронный научно-образовательный журнал ИСТОРИЯ. 2022. № 5 (115) (совместно с В. А. Гуторовым)
- «Русский вопрос»: французская русофобия в XIX веке. Статья вторая // Вестник Московского государственного областного университета (элек-  тронный журнал), 2022, №4 (совместно с О. Е. Сорокопудовой)
- Политическая текстология на факультете политологии Московского университета // История социально-политической мысли: полвека преподавания и исследований: сборник статей и материалов к 50-летнему юбилею кафедры истории социально-политических учений факультета политологии МГУ имени М. В. Ломоносова. М.: Издательство Московского университета, 2022
- В поисках смысла: идеи как фактор политики // Царегородцев С.С. Consensus omnium Фрэнсиса Бэкона / Под общей редакцией А.А. Ширинянца. М.: Аквилон, 2022 (Совместно с С.С. Царегородцевым)
- Первый политический меморандум Фрэнсиса Бэкона // Царегородцев С.С. Consensus omnium Фрэнсиса Бэкона / Под общей редакцией А.А. Ширинянца. М.: Аквилон, 2022 (Совместно с С.С. Царегородцевым)
- Гуторов Владимир Александрович // Русская философия: Энциклопедия. 4-е изд., дораб. и доп. / Под общ. ред. М. А. Маслина. Сост. П. П. Апрышко, А. П. Поляков, Ю. Н. Солодухин. М.: Алгоритм, Мир философии, 2022
- «Требуем более мудрости хранительной»: портреты русских консерваторов XIX века / под ред. А.А. Ширинянца. - М.: Издательство Московского университета, 2023
- Государственная политика в сфере образования: актуальные проблемы теоретической дискуссии // Электронный научно-образовательный журнал История. 2023. Т. 14, № 11 (совместно с В. А. Гуторовым)
- Концепция «справедливого общества» А. М. Ковалева в контексте современных политико-философских дискуссий // Вестник Московского университета. Серия 12. Политические науки. 2023. Т. 1. № 3 (совместно с В. А. Гуторовым и др.)
- «Нам жаль русских, …нужно помочь страдальцам» // RussianStudiesHu, 2023, Т.5, №2 (совместно с В. А. Болдиным и др.)
- Russophobia concept in modern political discourse // Political Expertise: POLITEX, 2023. Vol. 19, No. 2. (совместно с В. А. Гуторовым и др.)
- Никколо Макиавелли как символическая личность: от политической теории к политической педагогике // Электронный научно-образовательный журнал «История». – 2023. – T. 14. – Выпуск 4 (126) (совместно с В. А. Гуторовым)
- От любви до ненависти…: к генеалогии американской русофобии // Диалог со временем. 2023. № 83. (совместно с А. В. Мыриковой и др.)
- Ideas, ideologies and public consent: Introducing the issue // Вестник Российского университета дружбы народов. Серия: Политология. 2023. Vol. 25, no. 1 (совместно с В. А. Гуторовым и др.)
- «Русофобия»: слово и смыслы // Тетради по консерватизму. 2023. №1 (совместно с В. А. Гуторовым)
- «Русские — наши природные враги»: из истории германской русофобии XIX — начала XX века // Вестник Московского государственного лингвистического университета. 2023. № 2(851) (совместно с В. К. Белозеровым и др.)
- Сербско-турецкая война 1876 г. в освещении австралийской прессы (на примере Sydney Morning Herald) // Вестник Нижегородского университета им. Н.И. Лобачевского. 2023. № 2 (совместно с Ю. А. Курдиным и др.)
- Иван Сергеевич Аксаков // Об исследовании Ивана Аксакова торговли на украинских ярмарках в 1853-1854 гг. / Сост. Т.Е. Петрова. Уфа: Прокопий, 2023 (совместно с Е. Б. Фурсовой и др.)
- Введение в историю социально-политической мысли // Перевезенцев С. В. История социально-политических учений России X–XVIII вв.: учебное пособие. М.: Квадрига, 2023
- Идейное содержание формулы «Православие. Самодержавие. Народность» // Русская политическая мысль: О государстве, о стране, о народе: Учебник для вузов / Под ред. Г.Т. Сардаряна, Т.А. Алексеевой. М.: Издательство «Аспект Пресс», 2024 (совместно с С. В. Перевезенцевым)
- Русская интеллигенция как явление // Русская политическая мысль: О государстве, о стране, о народе: Русская политическая мысль: О государстве, о стране, о народе: Учебник для вузов / Под ред. Г.Т. Сардаряна, Т.А. Алексеевой. М.: Издательство «Аспект Пресс», 2024
- Интеллектуальная история и ее истоки: актуальные аспекты интерпретации // Электронный научно-образовательный журнал «История». 2024. T. 15. Выпуск 12 (146). Часть II (совместно с В. А. Гуторовым)
- Русское хранительство: к истории разработки концепции // Вестник Московского университета. Серия 12: Политические науки. 2024. № 6
- Либеральный образ жизни как политико-философская проблема (Размышления над книгой: Lefebvre A. Liberalism as a Way of Life. Princeton; Oxford: Princeton University Press, 2024. 285 p.) // Вестник Российского университета дружбы народов. Серия: Политология. 2024. Том 26, № 4 (совместно с В. А. Гуторовым)
- Политические смыслы, теория идентичности и история идей: представляем номер // Вестник Российского университета дружбы народов. Серия: Политология. 2024. Том 26, № 4 (совместно с Д. Б. Казариновой)
- Идея конкуренции в международной политической теории: некоторые актуальные аспекты дискуссии // Вестник Волгоградского государственного университета. Серия 4, История. Регионоведение. Международные отношения. 2024. Т. 29, № 2 (совместно с В. А. Гуторовым)
- Еще раз о русофобии: к вопросу о концептуализации // История. Историки. Источники. 2024. № 2
- О формировании парадигмы конкуренции в политической философии раннего модерна (Т. Гоббс и И. Кант) // Диалог со временем. 2024, выпуск 88 (совместно с В. А. Гуторовым)
- Вопрос о присоединении Ташкента к России на страницах газеты «Голос» (1865–1866 гг.) // Вестник Московского университета. Серия 10: Журналистика. 2024. №4 (совместно с Ю. А. Курдиным)
- Кирилл Михайлович Андерсон в науке и образовании (К 75- летнему юбилею) // Андерсон К.М. Избранные труды. М.: Аквилон, 2024